# Château de Bartenstein
Pour les articles homonymes, voir Bartenstein.
Le château de Bartenstein (Schloß Bartenstein) est un château baroque situé à Bartenstein dans le Bade-Wurtemberg en Allemagne, en Europe.

## Histoire
Un château fort construit par les seigneurs de Bartenstein est attesté par un document de 1234. Ses terres passent à la famille Hohenlohe au XVe siècle. Le château est gravement endommagé pendant la Guerre de Trente Ans. Il devient en 1688 la résidence des Hohenlohe-Bartenstein, branche catholique des Hohenlohe. Il n'y avait que quelques constructions autour du château (maisons de bergers et du garde-chasse) et un village se construit dès lors.
Le château est baroquisé entre 1720 et 1770 et repose sur des fondements du Moyen Âge avec des remparts s'allongeant en une redoute. La domesticité de plus d'une centaine de personnes (avec maréchal de la Cour, maître de chapelle et des dizaines de cuisiniers) impose l'agrandissement du château et du village. Andrea Gallasini est à l'origine des nouveaux plans, commandés par le prince Louis-Léopold, et les travaux se poursuivent après sa mort en 1766. Le château baroque est particulièrement élégant avec ses escaliers d'Honneur, la cour de parade, les écuries (pouvant accueillir quatre-vingts chevaux) et ses salles de réception. La bibliothèque dans l'aile nord, relie le corps principal à la chapelle.
Le château est habité et appartient toujours à la famille Hohenlohe-Bartenstein.

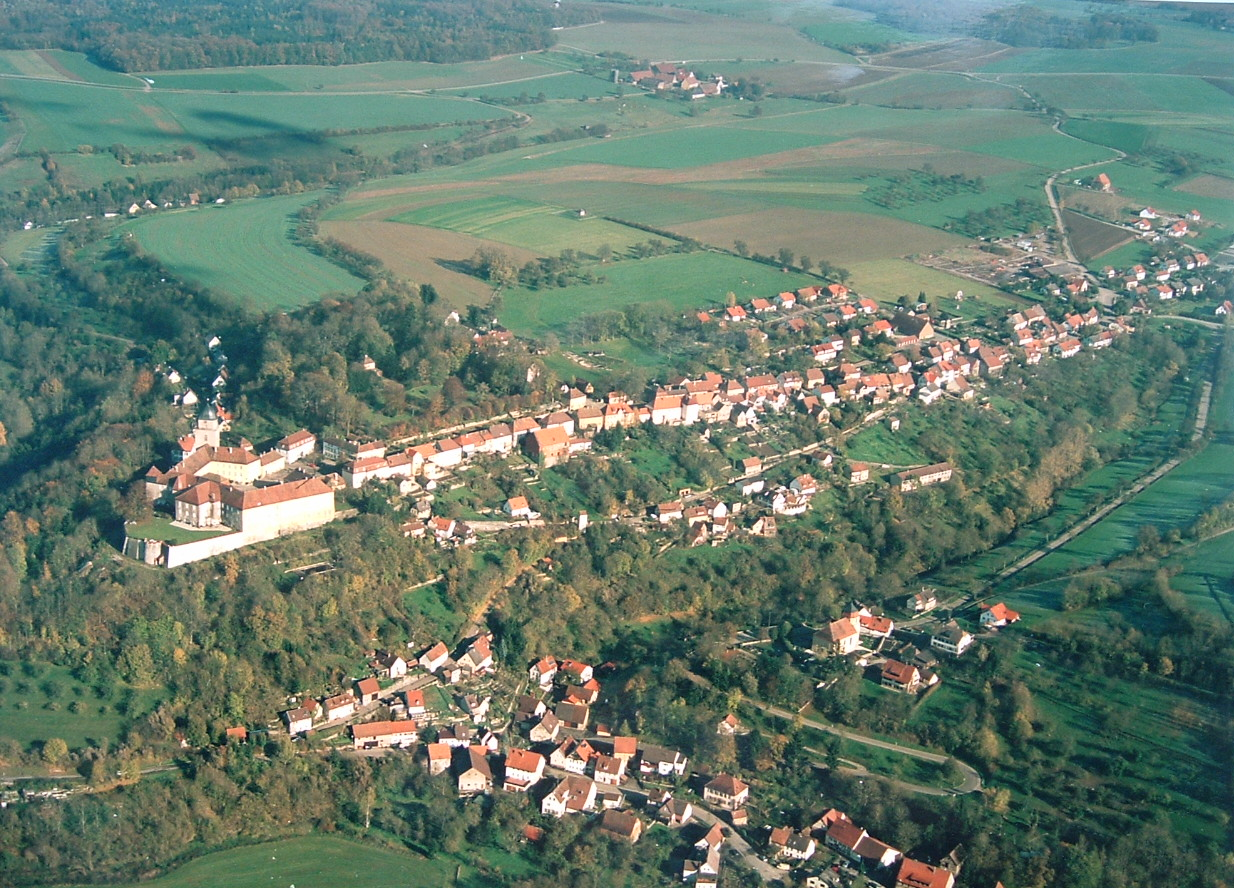
Vue aérienne de Bartenstein, avec le château à gauche